# NGC 471
NGC 471 est une galaxie lenticulaire située dans la constellation des Poissons. NGC 471 a été découverte par l'astronome allemand Albert Marth en 1864.

## Caractéristiques
Sa vitesse par rapport au fond diffus cosmologique est de 3 808 ± 25 km/s, ce qui correspond à une distance de Hubble de 56,2 ± 4,0 Mpc (∼183 millions d'al).
NGC 471 présente une large raie HI.